# Shenzhousaurus orientalis
Lo shenzhousauro (Shenzhousaurus orientalis) è un dinosauro saurischio, appartenente agli ornitomimosauri o dinosauri struzzo. Visse nel Cretaceo inferiore (Barremiano/Aptiano, circa 120-115 milioni di anni fa) e i suoi resti fossili sono stati ritrovati in Cina.

## Descrizione
Questo dinosauro è conosciuto grazie a uno scheletro parziale, mancante della parte inferiore degli arti posteriori, della coda e degli interi arti anteriori (tranne parte della mano destra). L'esemplare si è conservato in una "posa di morte", con la testa reclinata sopra la schiena a causa dell'accorciamento dei tendini cervicali avvenuto post mortem. L'animale intero, in vita, doveva essere lungo un paio di metri. 
Il cranio (lungo 18,5 centimetri) si è conservato obliquamente, ma permette di osservare alcune caratteristiche che lo distinguono dai crani di altri dinosauri struzzo: erano presenti piccoli denti nella parte anteriore della mandibola, nella zona della sinfisi (dove i due rami mandibolari si uniscono). Altri dinosauri struzzo primitivi (come Pelecanimimus e Harpymimus) possedevano ulteriori denti nella mandibola, mentre le forme più specializzate ne erano del tutto prive. La mano, inoltre, era anch'essa di foggia antiquata: il primo metacarpo era più corto degli altri due (esattamente la metà del secondo), mentre negli ornitomimosauri successivi i metacarpi erano di misura pressoché identica. In generale, l'aspetto di Shenzhousaurus doveva essere quello di uno snello bipede, dal collo allungato e dall'aspetto simile a quello di uno struzzo dotato di una lunga coda.

## Classificazione

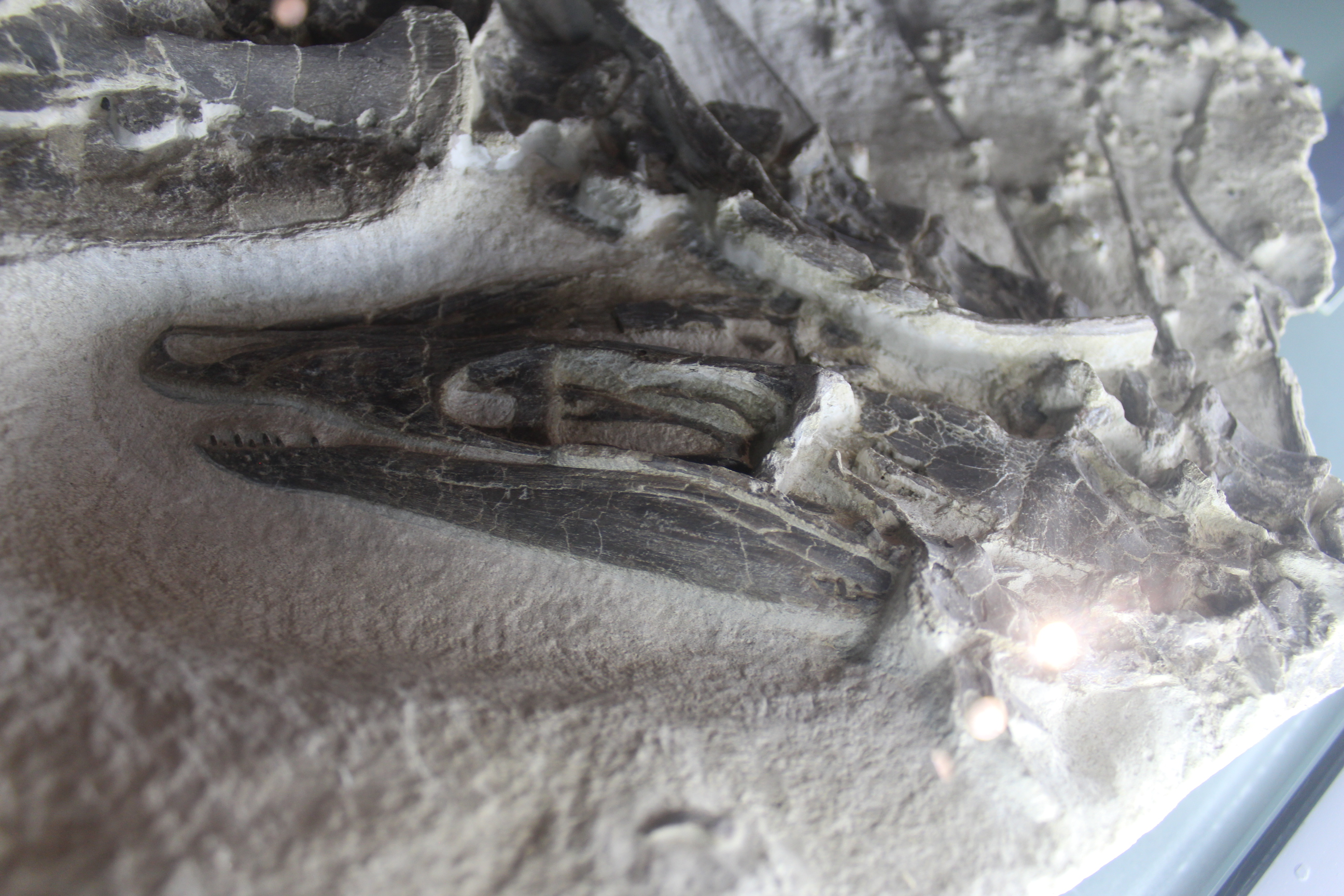
Cranio di Schenzhousaurus orientalis

I resti di questo dinosauro sono stati ritrovati nella formazione Yixian, nel sito fossile Sihetun (Beipiao) nella parte occidentale della provincia di Liaoning, che ha restituito numerosi fossili di dinosauri (tra cui i famosi dinosauri piumati). Shenzhousaurus è stato descritto per la prima volta nel 2003 ed è stato attribuito al gruppo degli ornitomimosauri. All'interno del gruppo, Shenzhousaurus occupa una posizione basale, e il suo più stretto parente potrebbe essere stato Harpymimus, vissuto più o meno nello stesso periodo, i cui resti sono stati ritrovati in Mongolia. Come quest'ultimo, anche Shenzhousaurus possedeva il primo metacarpo corto rispetto agli altri due (una caratteristica dei celurosauri primitivi), ma si distingueva dalla forma mongola per il differente tipo di dentatura. Un'analisi cladistica (Ji et al., 2003) pone Shenzhousaurus in una posizione intermedia tra Pelecanimimus e Harpymimus.

## Paleobiologia
I fossili di Shenzhousaurus sono stati ritrovati in depositi fluviali e conservano all'interno della cavità toracica alcuni ciottoli più o meno arrotondati, che sono stati interpretati come gastroliti. Queste pietre potrebbero essere state utilizzate dall'animale per aiutare la digestione di sostanze vegetali dure; si suppone quindi che Shenzhousaurus fosse almeno parzialmente vegetariano. Gastroliti sono stati ritrovati anche in un altro ornitomimosauro cinese, Sinornithomimus.